# Nicola Hatefi
Nicola Hatefi (Ukkel, 9 januari 1991) is een voormalig Belgisch voetballer van Iraanse origine. Sinds 2020 is hij voorzitter van Leopold FC, de club waar hij ook als doelman actief was tussen 2014 en 2023.

## Carrière
Hatefi maakte op 29 oktober 2010 zijn debuut in de Jupiler Pro League bij Sporting Charleroi in de thuiswedstrijd tegen KV Kortrijk. De wedstrijd eindigde op 0-0, en zo wist Hatefi al meteen zijn netten droog te houden. Na de degradatie van Charleroi in 2011 ging hij in de lagere divisies spelen bij UR La Louvière Centre, FC Ganshoren, FC Bleid-Gaume (later BX Brussels) en Leopold FC.
In juni 2020 werd Hatefi verkozen tot nieuwe voorzitter van Leopold FC, de club waar hij op dat moment al zes jaar het doel verdedigde. Hij werd de opvolger van Jacques Maricq, die eerder dat jaar overleed en meer dan 50 jaar voorzitter was van de club. Hatefi bleef naast voorzitter ook doelman bij de club. Drie jaar later hing Hatefi zijn handschoenen aan de haak.

## Clubstatistieken
| Seizoen         | Club                  | Land            | Competitie                 | Competitie | Competitie | Beker | Beker | Europees | Europees | Totaal | Totaal |
| Seizoen         | Club                  | Land            | Competitie                 | Wed.       | Dlp.       | Wed.  | Dlp.  | Wed.     | Dlp.     | Wed.   | Dlp.   |
| --------------- | --------------------- | --------------- | -------------------------- | ---------- | ---------- | ----- | ----- | -------- | -------- | ------ | ------ |
| 2009/10         | Sporting Charleroi    | Vlag van België | Jupiler Pro League         | 0          | 0          | 0     | 0     | —        | —        | 0      | 0      |
| 2010/11         | Sporting Charleroi    | Vlag van België | Jupiler Pro League         | 7          | 0          | 1     | 0     | —        | —        | 8      | 0      |
| 2011/12         | UR La Louvière Centre | Vlag van België | Derde klasse B             |            |            |       |       | —        | —        |        |        |
| 2011/12         | FC Ganshoren          | Vlag van België | Vierde klasse B            |            |            |       |       | —        | —        |        |        |
| 2012/13         | FC Bleid-Gaume        | Vlag van België | Derde klasse B             |            |            |       |       | —        | —        |        |        |
| 2013/14         | BX Brussels           | Vlag van België | Vierde klasse B            |            |            |       |       | —        | —        |        |        |
| 2014/15         | Leopold FC            | Vlag van België | Vierde klasse B            |            |            |       |       | —        | —        |        |        |
| 2015/16         | Leopold FC            | Vlag van België | Vierde klasse B            |            |            |       |       | —        | —        |        |        |
| 2016/17         | Leopold FC            | Vlag van België | Derde klasse amateurs      |            |            |       |       | —        | —        |        |        |
| 2017/18         | Leopold FC            | Vlag van België | Derde klasse amateurs      |            |            |       |       | —        | —        |        |        |
| 2018/19         | Leopold FC            | Vlag van België | Derde klasse amateurs      |            |            |       |       | —        | —        |        |        |
| 2019/20         | Leopold FC            | Vlag van België | Derde klasse amateurs      |            |            |       |       | —        | —        |        |        |
| 2020/21         | Leopold FC            | Vlag van België | Eerste provinciale Brabant |            |            |       |       | —        | —        |        |        |
| 2021/22         | Leopold FC            | Vlag van België | Eerste provinciale Brabant |            |            |       |       | —        | —        |        |        |
| 2022/23         | Leopold FC            | Vlag van België | Derde afdeling             |            |            |       |       | —        | —        |        |        |
| Carrière totaal | Carrière totaal       | Carrière totaal | Carrière totaal            | 7          | 0          | 1     | 0     | 0        | 0        | 8      | 0      |

Bijgewerkt op 7 juni 2023.